# Feldjägerkorps
I Feldjägerkorps sono stati un'unità di polizia militare della Wehrmacht tedesca durante la seconda guerra mondiale.
Furono creati il 27 novembre 1943 con personale decorato al valore proveniente da unità combattenti, per essere impiegato in attività di  pattuglia nelle retrovie del fronte con compiti di polizia militare. Il corpo era strutturato su tre comandi Feldjäger (I, II e III) che inquadravano ciascuno un reggimento Feldjäger su 5 piccoli battaglioni. I Feldjägerkorps erano direttamente alle dipendenze del Comando Supremo delle Forze Armate tedesche (OKW ed erano gerarchicamente al di sopra delle altre unità di polizia militare.
Oggi in Germania è la Feldjäger a svolgere le funzioni di polizia militare nella Bundeswehr.